# Codogno
Codogno là một đô thị ở tỉnh Lodi, Lombardia, Italia. Đô thị này có diện tích 20 ki-lô-mét vuông. Dân số vào thời điểm cuối tháng 12 năm 2007 là 15.537 người.